# Robin McKeever
Pour les articles homonymes, voir McKeever.
Robin McKeever, né le 8 avril 1973, est un fondeur canadien, devenu entraîneur. 

## Biographie
Robin McKeever est né le 8 avril 1973 à Calgary au Canada. Fondeur, il prend part aux Jeux olympiques d'hiver de 1998 et à quatre éditions des Championnats du monde entre 1995 et 2001, obtenant comme meilleur résultat une 28e place sur le cinquante kilomètres classique en 1997 à Trondheim. Dans la Coupe du monde, il fait ses débuts en décembre 1993 et marque ses premiers points en janvier 1995 à Lahti (27e).
En 2001, il devient le guide de son frère aveugle Brian, avec qui il fait équipe aux Jeux paralympiques d'hiver de 2002 à Salt Lake City, où la paire gagne deux médailles d'or en cinq kilomètres classique et dix kilomètres libre.
Aux Jeux paralympiques d'hiver de 2006, ils ajoutent deux médailles d'or à leur compteur, puis trois à ceux de 2010, devant leur public canadien à Vancouver, pour sa dernière compétition majeure.
À l'automne 2010, il devient l'entraîneur en chef de l'équipe de ski nordique handisport canadienne.

## Palmarès

### Jeux olympiques
| Édition / Épreuve | 10 km classique | 30 km classique | 50 km libre | Relais |
| ----------------- | --------------- | --------------- | ----------- | ------ |
| Nagano 1998       | 48e             | 62e             | 58e         | 18e    |

### Coupe du monde
- Meilleur classement général : 82e en 1995.
- Meilleur résultat individuel : 27e.